# Altensalzkoth
Altensalzkoth is een klein dorp in het Landkreis Celle in de Duitse deelstaat Nedersaksen. Bestuurlijk valt het dorp onder de gemeente Bergen. De plaats ligt 13 km ten noorden van Celle aan de L240 en telt 65 inwoners.
Het dorpje dankt zijn naam aan een oude behuizing voor een zoutziederij en de arbeiders daarvan. Deze is er aan het eind van de 17e en het begin van de 18e eeuw gevestigd geweest. In de eeuwen daarna werkten veel inwoners als kuiper of als maker van houten meubels en gebruiksvoorwerpen. Van 1946 tot 1950 verbleef Adolf Eichmann onder een valse naam in Altensalzkoth en werkte in de bosbouw.